# Reacción de Emde
La Reacción de Emde es un método de reducción de una sal cuaternaria de amonio a una amina terciaria, donde se emplea amalgama de sodio como agente reductor.
Esta reacción fue descrita por primera vez en 1909 por el químico alemán Hermann Emde y fue utilizada por mucho tiempo en la elucidación de la estructura de alcaloides, por ejemplo la efedrina. El hidruro de litio y aluminio se puede utilizar como alternativa. 